# Dècada del 1700

## Esdeveniments
- Fundació de Sant Petersburg
- Guerra de Successió Espanyola
- Acta d'Unió (1707)
- Època de la il·lustració
- Guerra civil a Laos
- La població mundial sobrepassa els 770 milions

## Personatges destacats
- Felip V de Castella
- Josep I del Sacre Imperi Romanogermànic
- Edmond Halley